# Malpartida (kommun i Spanien, Kastilien och Leon, Provincia de Salamanca, lat 40,76, long -5,24)
Malpartida är en kommun i Spanien.   Den ligger i provinsen Provincia de Salamanca och regionen Kastilien och Leon, i den centrala delen av landet, 130 km väster om huvudstaden Madrid. Antalet invånare är 108.